# Otto Haug (Heimatforscher)
Otto Haug (* 1888 in Möttlingen; † 1979) war ein deutscher Volksschullehrer, Heimatforscher und Autor.

## Leben
Haug unterrichtete als Volksschullehrer in Bad Liebenzell und Ernstmühl, bevor er 1948 seine Tätigkeit als Oberlehrer an der Möttlinger Schule aufnahm. Als großer Naturfreund und Botaniker erforschte er das Monbachtal.
In Möttlingen wurde Haug eine Straße gewidmet.

## Veröffentlichungen
- Heimat Möttlingen: Ortschronik Möttlingen (mehrteiliger Band), Gemeinde-Verwaltung, Bad Liebenzell-Möttlingen  DNB 1029365830
  - Band 1: Möttlinger Heimatkunde, 1965, OCLC 312168753.
  - Band 2: Möttlinger Heimatkunde, 1974, OCLC 312168779.
- Das Monbachtal: ein Juwel des Schwarzwaldes, Kurverwaltung Bad Liebenzell 1975, OCLC 75010852.
- Johann Christoph Blumhardt in Möttlingen, Evangelische Kirchengemeinde, Möttlingen 1977, OCLC 75020056. (Über den Theologen Johann Christoph Blumhardt)
- Das Hofgut Georgenau: 1716-1984, mit Eugen Jourdan, 1984. (Geschichte des Hofguts Georgenau)